# 613
Năm 613 là một năm trong lịch Julius. 